# Ingolf Pernice
Ingolf Pernice (* 6. Juli 1950 in Marburg) ist ein deutscher Rechtswissenschaftler.

## Leben
Pernice ist der Sohn des Kinderarztes Wolfgang Pernice und von Clara Pernice, geb. von Hase. Er studierte von 1969 bis 1974 Rechtswissenschaften in Marburg und Genf, 1975 Volkswirtschaftslehre in Freiburg. Anschließend war er für ein Jahr wissenschaftlicher Assistent bei Peter Häberle in Augsburg, wo er 1978 promoviert wurde. Nach der Referendarausbildung am Oberlandesgericht München arbeitete er 1980 bis 1987 als Verwaltungsrat und Mitglied des juristischen Dienstes bei der Europäischen Gemeinschaft. 1987 habilitierte er sich an der Universität Bayreuth.
1993 wurde er zum Professor für Öffentliches Recht, Völker- und Europarecht an der Johann Wolfgang Goethe-Universität Frankfurt am Main berufen. Von 1996 bis zu seinem Ruhestand 2016 lehrte Pernice an der Humboldt-Universität zu Berlin am Institut für Völker- und Europarecht, unter anderem war er Dekan der Juristischen Fakultät. 1998 war er Gastprofessor an der Universität Paris.
1997 gründete Ingolf Pernice das Walter-Hallstein-Institut für Europäisches Verfassungsrecht, das sich mit der Erforschung und Diskussion von Grundlagen, Strukturen und Inhalten einer europäischen Verfassungsordnung auf verfassungsvergleichender Basis befasst. Er war bis 2016 Geschäftsführender Direktor des Institutes. In seiner Funktion war Pernice für die Humboldt-Reden zu Europa, die vom Walter Hallstein-Institut veranstaltet werden, maßgeblich verantwortlich. Seit 2016 wird das Institut von seinem Nachfolger Matthias Ruffert weitergeführt.
Ingolf Pernice gehörte 2011 zu den vier Gründungsdirektoren des Alexander von Humboldt Institut für Internet und Gesellschaft (HIIG).

## Ehrungen
- 2006: Ehrendoktor der Neuen Bulgarischen Universität (Sofia)
- 2009: Verdienstkreuz am Bande der Bundesrepublik Deutschland

## Veröffentlichungen (Auswahl)
- Grundrechtsgehalte im europäischen Gemeinschaftsrecht. Ein Beitrag zum gemeinschaftsimmanenten Grundrechtsschutz durch den Europäischen Gerichtshof. Baden-Baden 1979 (= Dissertation Augsburg 1978), ISBN 3-7890-0432-4.
- Billigkeit und Härteklauseln im öffentlichen Recht. Grundlagen und Konturen einer Billigkeitskompetenz der Verwaltung. Baden-Baden 1991 (= Habilitation Bayreuth 1987), ISBN 3-7890-2381-7.
- als Herausgeber: A constitution for the European Union. First comments on the 2003-draft of the European Convention. Baden-Baden 2004, ISBN 3-8329-0646-0.
- Europa jenseits seiner Grenzen. Politologische, historische und juristische Perspektiven. Baden-Baden 2009, ISBN 978-3-8329-4253-3.